# Feud: Capote vs. The Swans
Feud: Capote vs. The Swans é a segunda temporada da série de televisão Feud, do FX. A temporada é baseada no livro Capote's Women: A True Story of Love, Betrayal, and a Swan Song for an Era de Laurence Leamer. Estreou em 31 de janeiro de 2024 e terminou em 13 de março de 2024.
Os membros do elenco incluem Naomi Watts, Diane Lane, Chloë Sevigny, Calista Flockhart, Demi Moore, Molly Ringwald, Treat Williams, Joe Mantello, Russell Tovey e Tom Hollander.

## Sinopse
O aclamado escritor Truman Capote cercou-se de um círculo de mulheres da elite da sociedade - socialites ricas e glamorosas que definiram uma era passada da alta sociedade de Nova York - a quem ele apelidou de "os cisnes". Lindas e distintas, o grupo incluía a grande dama Babe Paley, Slim Keith, C.Z. Guest e Lee Radziwill. Encantado e cativado por esses decanos, Capote insinuou-se em suas vidas, tornando-se amigo deles e tornando-se seu confidente, apenas para finalmente traí-los, escrevendo uma ficcionalização velada de suas vidas, expondo seus segredos mais íntimos. Quando um trecho do livro Answered Prayers, a obra-prima planejada de Capote, foi publicado na Esquire, ele efetivamente destruiu seu relacionamento com seus cisnes, baniu-o da alta sociedade que ele tanto amava e o enviou para uma espiral de autodestruição da qual ele acabaria nunca se recuperando.

## Elenco e personagens

### Principal
- Naomi Watts como Babe Paley
- Diane Lane como Slim Keith
- Chloë Sevigny como C.Z. Guest
- Calista Flockhart como Lee Radziwill
- Demi Moore como Ann Woodward
- Molly Ringwald como Joanne Carson
- Treat Williams como Bill Paley
- Joe Mantello como Jack Dunphy
- Russell Tovey como John O'Shea
- Tom Hollander como Truman Capote

### Recorrente
- Jessica Lange como Lillie Mae Faulk
- Ned Van Zandt como Dr. Bernard Magnin
- Vito Schnabel como Rick
- Jared Reinfeldt como Nick Barden

### Convidado
- Rebecca Creskoff como Happy Rockefeller
- Roya Shanks como Louisa Firth
- Marin Ireland como Katharine Graham
- Alison Wright como Pamela Harriman
- Pawel Szajda como Albert Maysles
- Yuval David como David Maysles
- Hudson Oz como Jimmy Woodward
- Patrick Breen como Jacob Horn
- Chris Chalk como James Baldwin
- Will Hochman como Matt
- Jeffrey Grover como Richard Avedon
- David Pittu como Norman
- Dennis Staroselsky como Stanley Siegel

## Episódios
| N.º na série | N.º na temp. | Título                                | Dirigido por   | Escrito por     | Exibição original       | Audiência (milhões) |
| --- | ------------ | ------------------------------------- | -------------- | --------------- | ----------------------- | ------------------- |
| 9 | 1            | "Pilot"                               | Gus Van Sant   | Jon Robin Baitz | 31 de janeiro de 2024   | 0.46                |
| Truman Capote é o brinde da sociedade de Nova Iorque. Mas um trecho publicado na revista Esquire ameaça derrubá-lo de sua posição precária. |              |                                       |                |                 |                         |                     |
| 10 | 2            | "Ice Water In Their Veins"            | Gus Van Sant   | Jon Robin Baitz | 31 de janeiro de 2024   | 0.26                |
| Após o artigo da Esquire, Truman começa uma espiral descendente. Os Cisnes formam uma frente unificada.                                     |              |                                       |                |                 |                         |                     |
| 11 | 3            | "Masquerade 1966"                     | Gus Van Sant   | Jon Robin Baitz | 7 de fevereiro de 2024  | 0.29                |
| Em 1966, os documentaristas irmãos Maysles capturaram os eventos que antecederam e seguiram ao icônico Baile Preto e Branco de Truman.      |              |                                       |                |                 |                         |                     |
| 12 | 4            | "It's Impossible"                     | Gus Van Sant   | Jon Robin Baitz | 14 de fevereiro de 2024 | 0.25                |
| Babe faz as pazes com uma dura realidade. Truman faz um esforço para ficar sóbrio.                                                          |              |                                       |                |                 |                         |                     |
| 13 | 5            | "The Secret Inner Lives of Swans"     | Max Winkler    | Jon Robin Baitz | 21 de fevereiro de 2024 | 0.34                |
| Novembro de 1975, um dia após a publicação do artigo da Esquire, Truman recebe a visita inspiradora de um colega escritor.                  |              |                                       |                |                 |                         |                     |
| 14 | 6            | "Hats, Gloves and Effete Homosexuals" | Gus Van Sant   | Jon Robin Baitz | 28 de fevereiro de 2024 | 0.28                |
| Em Nova York, é o fim de uma era. Na Califórnia, Truman tenta inaugurar uma nova era com um namorado bonitão.                               |              |                                       |                |                 |                         |                     |
| 15 | 7            | "Beautiful Babe"                      | Jennifer Lynch | Jon Robin Baitz | 6 de março de 2024      | 0.29                |
| Babe reflete sobre sua vida e seus maiores tesouros. Truman e os Cisnes sofrem as consequências de uma tragédia.                            |              |                                       |                |                 |                         |                     |
| 16 | 8            | "Phantasm Forgiveness"                | Gus Van Sant   | Jon Robin Baitz | 13 de março de 2024     | 0.30                |
| Passado, presente e futuro colidem enquanto Truman dá um último empurrão para terminar Answered Prayers.                                    |              |                                       |                |                 |                         |                     |

## Produção

### Desenvolvimento
Em 1 de abril de 2022, a FX anunciou que estava desenvolvendo a segunda temporada de Feud focada na relação entre o escritor Truman Capote e suas amigas da alta sociedade, a quem ele chamava de "cisnes". A temporada será baseada no livro Capote's Women: A True Story of Love, Betrayal, and a Swan Song for an Era de Laurence Leamer. Em 26 de setembro de 2023, a revista Town & Country revelou que o título da temporada seria Capote vs. The Swans e que estrearia no inverno boreal em 2024. Em 5 de dezembro de 2023, Ryan Murphy anunciou que a temporada estreará em 31 de janeiro de 2024.

### Escolha de elenco
Em 1 de abril de 2022, Naomi Watts juntou-se ao elenco da temporada e interpretará Babe Paley, amiga de Truman. Em 17 de agosto de 2022, Tom Hollander, Chloë Sevigny, Calista Flockhart e Diane Lane juntaram-se ao elenco da temporada. Tom interpretará Truman Capote; Chloë interpretará C.Z. Guest, amiga de Truman; Calista interpretará Lee Radziwill, amiga de Truman; Diane interpretará Slim Keith, amiga de Truman. Em 16 de setembro de 2022, Demi Moore juntou-se ao elenco da temporada e interpretará Ann Woodward, amiga de Truman. Em 20 de setembro de 2022, Molly Ringwald juntou-se ao elenco da temporada e interpretará Joanne Carson, amiga de Truman. Em 26 de outubro de 2022, Ella Beatty juntou-se ao elenco da temporada e interpretará Kerry O'Shea, filha de John O'Shea. Em 27 de outubro de 2022, Treat Williams juntou-se ao elenco da temporada e interpretará o empresário Bill Paley. Em 15 de novembro de 2022, Joe Mantello foi visto filmando a segunda da temporada. Em 9 de fevereiro de 2023, Vito Schnabel foi visto filmando a segunda da temporada. Em 27 de março de 2023, Chris Chalk juntou-se ao elenco da temporada e interpretará o escritor James Baldwin. Em 5 de dezembro de 2023, Ryan Murphy anunciou o retorno de Jessica Lange à série junto com o novo membro Russell Tovey. Russell interpretará John O'Shea, namorado de Truman.

### Filmagens
As filmagens ocorreram entre 7 de novembro de 2022 e 16 de março de 2023.